# أيتام الإبادة الجماعية
أيتام الإبادة الجماعية (بالأرمنية: Ցեղասպանության որբերը)‏، هو فيلم تلفزيوني عام 2013 من تأليف وإخراج المخرج الأمريكي الأرمني باريد مارونيان. تم عرض الفيلم لأول مرة في عام 2015 في الذكرى المئوية للإبادة الجماعية للأرمن. أبطال الفيلم الذين يروون قصصهم هم من نسل الناجين من الإبادة الجماعية.

## الحبكة
في الفيلم الوثائقي، تم الكشف عن دار للأيتام الأرمن تقع في عينطورة ببيروت في لبنان، حيث عاش الآلاف من أيتام الإبادة الجماعية للأرمن وتم «تتريكهم» بالقوة خلال الحرب العالمية الأولى. تضمن الفيلم مقابلات مع مهندس البرمجيات والمؤرخ موريس كيليشيان، والماست بوغوصيان، وجاك كيفوركيان، والصحفي البريطاني روبرت فيسك، وديبورا دورك.

## كلمة المؤلف
"إن قصص أيتام الإبادة الجماعية للأرمن التي نسلط الضوء عليها في الفيلم الوثائقي ذات أبعاد عالمية. بمعنى، أن التجارب التي مر بها أيتام الإبادة الجماعية للأرمن هي نفس التجارب (مثل: فقدان أفراد الأسرة، المجاعة، الألم، الأوبئة كالتيفوس، النزوح الاجتماعي) التي عاشها أيتام الإبادة الجماعية في كمبوديا، وأيتام الهولوكوست، وأيتام دارفور.
لذلك، فإن الإبادة الجماعية للأرمن ليست قضية أرمنية فقط. إنها يتعلق بكل العالم المتحضر. يتفق عدد كبير من العلماء على أن العالم لو أنه قد أولى اهتمامًا أكبر للإبادة الجماعية للأرمن - أول إبادة جماعية في القرن العشرين - لما حدثت الإبادة الجماعية التي تلت ذلك أبدًا. - باريد مارونيان "

## روابط خارجية
- أيتام الإبادة الجماعية  في قاعدة بيانات الأفلام على الإنترنت (بالإنجليزية)
- أيتام الإبادة الجماعية
- باريد مارونيان: أيتام الإبادة الجماعية
- فيلم وثائقي: أيتام الإبادة الجماعية